# Jörg Lanz von Liebenfels

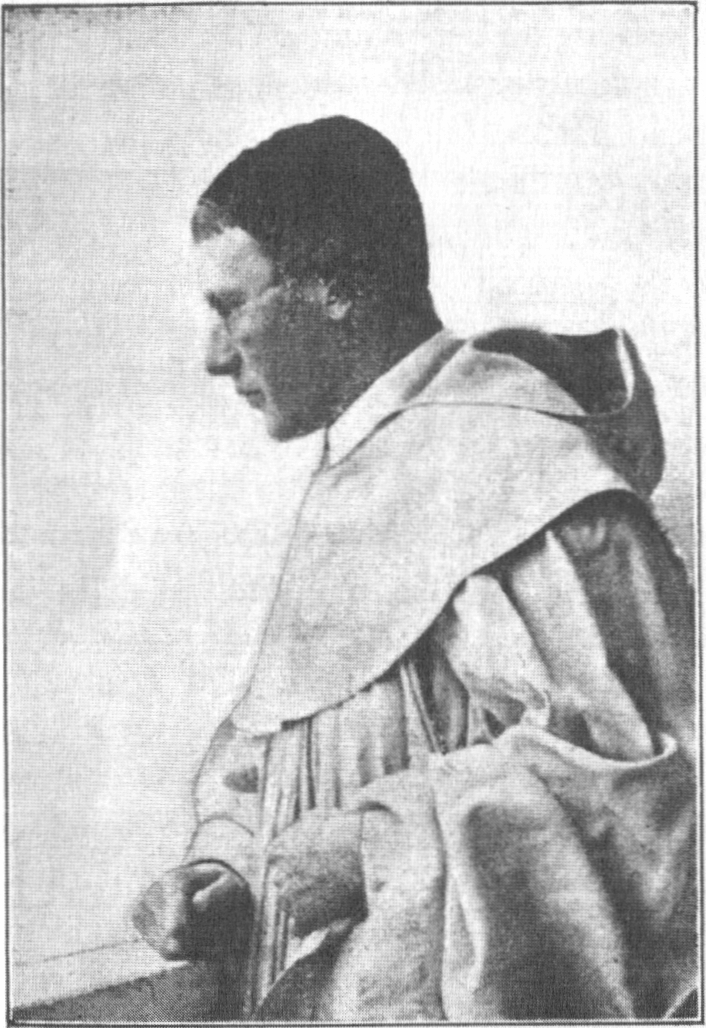
Jörg Lanz von Liebenfels (vor 1907)

Jörg Lanz von Liebenfels, eigentlich Adolf Joseph Lanz (* 19. Juli 1874 in Penzing; † 22. April 1954 Wien), war ein österreichischer Ariosoph und Hochstapler. Er prägte den Begriff Ariosophie und gründete den Neutemplerorden. Früher hielt man ihn verbreitet für den „Mann, der Hitler die Ideen gab“. Diese Einschätzung beruht auf einer Selbststilisierung und wurde in einer Biografie von 1958 verbreitet. Neuere wissenschaftliche Untersuchungen sehen sie als unzutreffend an.

## Leben und Werk

### Jugend und Herkunft
Adolf Lanz war Kind einer Wiener Familie römisch-katholischen Glaubens und wuchs im Ortsteil Penzing auf. Seine Eltern waren der Lehrer Johann Lanz und Katharina Lanz, geborene Hoffenreich. Sein Großvater Josef (ursprünglich Samuel) Hoffenreich (1815 in Holíč als Sohn eines jüdischen Handelsmanns geboren) hatte sich am 24. Januar 1842 in Wien katholisch taufen lassen. Lanz verbrachte eine wenig ereignisreiche, für damalige Verhältnisse sorgenfreie Jugend und zeigte bereits früh ein intensives, romantisch gefärbtes Interesse an religiösen Ordensgemeinschaften und verschiedenen Formen von Esoterik. Unmittelbar nach seiner Matura 1893 schloss er sich dem Zisterzienserorden an, dem er bis zum Jahre 1899 angehörte.

### Leben als Zisterzienser
1893 trat Lanz als Bruder Georg in das Zisterzienserkloster Heiligenkreuz im Wienerwald ein. Sein Novizenmeister war Nivard Schlögl, Professor für Altes Testament und orientalische Sprachen, der in seinen Arbeiten eine antisemitische Haltung einnahm.
In seiner Zeit als Novize erarbeitete sich Lanz rasch Ansehen als profunder Kenner der Geschichte seines Landes und seines Ordens im Allgemeinen sowie seines Stifts im Besonderen. Ab 1894 verfasste er mehr als dreißig historische und kunsthistorische Abhandlungen, unter anderen in wissenschaftlich anerkannten Zeitschriften wie den Berichten und Mittheilungen des Alterthums-Vereines zu Wien und den Studien und Mitteilungen zur Geschichte des Benediktinerordens und seiner Zweige. Er beschäftigte sich bereits zu dieser Zeit mit Astrologie, Neopaganismus, Okkultismus und dem Gralsmythos. Unter dem Einfluss dieser Studien, der Schriften des Okkultisten Guido von List und der Polemiken des Alldeutschenführers Georg von Schönerer entwickelte sich Lanz bis zur Jahrhundertwende zum radikalen Deutschnationalen und Eugeniker.
Noch während seiner Ausbildung als Novize trat Lanz 1896 in den Verein für Landeskunde Niederösterreichs ein und unternahm Verhandlungen, die Burg Werfenstein in Grein zu kaufen – die genauen Geldgeber für die dafür benötigten Mittel sind nach aktuellem Forschungsstand nicht bekannt. Vermutlich agierte Lanz schon damals im Auftrag seines späteren Geldgebers Walthari Wölfl, denn dieser wurde 1907 tatsächlich Besitzer und Verwalter der Burg Werfenstein. In Reiseführern der damaligen Zeit wurde berichtet, dass die Festung wohl „schon in grauer Vorzeit eine germanische Opferstätte“ war.
1898 wurde Lanz zum Priester geweiht. Kaum ein Jahr später wurde er aufgefordert, den Orden zu verlassen. Lanz selbst gab später an, seine ständig „steigende Nervosität“ und seine angegriffene Gesundheit seien der Grund für seinen im April 1899 vollzogenen Austritt gewesen. Quellen im Heiligenkreuzer Stiftsarchiv hingegen vermerken in lateinischer Sprache den Austrittsgrund, Lanz sei “vanitati saeculi deditus et amore carnali captus” (deutsch: „der Lüge der Welt ergeben und von fleischlicher Liebe erfasst“). Eine alternative Übersetzung lautet „von weltlichem Ehrgeiz erfüllt“ – ein möglicher Bezug auf seine 1900 erfolgte Gründung der Neutempler-Organisation. Einige Kommentatoren vermuten hinter der ersten Übersetzung eine Frauenbeziehung – möglicherweise mit einer Angehörigen der Familie Lanz von Liebenfels – und sehen in deren mutmaßlichem Scheitern einen Grund oder Mitgrund für Lanz’ spätere Misogynie. Lanz scheint aber tatsächlich nie geheiratet zu haben. Andere Kommentatoren verweisen auf das Gerücht, Lanz sei homosexuell gewesen. Von nun änderte er seinen Ordensnamen Georg in die deutsche Variante Jörg und behauptete, sein Vater wäre ein „Baron Johann Lancz de Liebenfels“ gewesen.

### Beginn der Hochstapelei

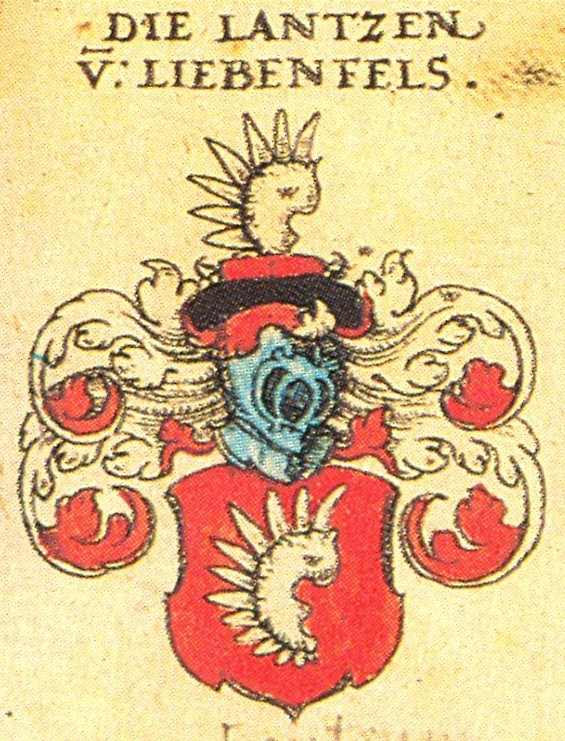
Wappen der Familie Lantz von Liebenfels. Ein tatsächlicher Bezug Lanz’ zu dieser Familie ist nicht nachweisbar.

Wie sich Lanz nach seinem Austritt seinen Lebensunterhalt finanzierte, ist unbekannt. Seit 1902 führte er einen Doktortitel – für eine Promotion gibt es keine Belege, er führte den Titel wohl unberechtigt – und nannte sich fortan Lanz-Liebenfels. 1910 änderte er dies zu Lanz von Liebenfels ab. Zwischen 1902 und 1905 verfasste Lanz Zeitungsaufsätze u. a. für die antiklerikale und antijesuitische Frankfurter Zeitschrift Das freie Wort und erhielt dafür kleinere Summen, die aber wohl nicht ausreichten, seinen Lebensunterhalt zu decken.
In Schwaben und auf Schloss Liebenfels im Thurgau existierte eine Adelsfamilie mit dem Namen Lantz (oder Lanz) von Liebenfels. Es ist allerdings nicht nachweisbar, dass zwischen ihr und Lanz eine verwandtschaftliche Beziehung bestand, und die jüngsten Belege für die Existenz dieser Familie datieren von 1790. Wahrscheinlich hat Lanz auch seine Zugehörigkeit zu dieser Adelsfamilie erfunden.
Unterstützt durch Guido von List überzeugte er damals jedoch nicht nur die breite Öffentlichkeit, sondern auch das für ihn zuständige Wiener Meldeamt von seiner geänderten Identität. Vertrauten gegenüber rechtfertigte Lanz seine Manipulation mit der angeblichen Notwendigkeit, sich einer „astrologischen Überprüfung seiner Person“ zu entziehen. Wahrer Grund ist nach überwiegender heutiger Auffassung hingegen die wahrscheinliche jüdische Abstammung seiner Mutter.

### Frühe politische Aktivitäten
Nach seinem Austritt aus dem Kloster hatte Lanz eine sehr kreative Phase. Er verfasste polemische Schriften über den Einfluss der Jesuiten auf die katholische Kirche, ließ mehrere technische Erfindungen patentieren und schrieb Artikel über Anthropologie, Archäologie und Frühgeschichte, die sich um die arische Rasse drehten. Daneben knüpfte er Kontakte mit alldeutschen und sozialdarwinistischen Kreisen und schrieb etwa für Theodor Fritschs antisemitische Zeitschrift Der Hammer.

### Hinwendung zu Rassentheorien und Rassismus
Eigenen Aussagen zufolge hatte sich Lanz der Kern seiner späteren Weltanschauung bereits 1894 bei der Betrachtung eines Grabsteins erschlossen, auf dem ein Ritter abgebildet ist, der einen Hundsaffen niederringt. Einer Vision folgend, deutete er den Ritter als blonden „Herrenmenschen“, der das „Minderrassige“ und Böse niederzuringen habe. Da die Arier durch Rassenmischung geschwächt seien, hielt er umfassende „rassenhygienische“ Maßnahmen zu ihrer „Reinzucht“ und „Veredlung“ für erforderlich. Diese wiederum bedürften unter anderem einer bedingungslosen Unterordnung der arischen Frau unter den arischen Mann. Tatsächlich aber dürfte weniger „Vision“ als vielmehr Lesen die Basis von Lanz’ „arischem“ Denken gebildet haben. Nach dem Austritt aus dem Kloster widmete er sich ausgiebigen Studien der zeitgenössischen anthropologischen Literatur über die arische Rasse, darunter Origines Ariacae von Karl Penka (1883), Die Heimat der Indogermanen von Matthäus Much (1902) und Die Germanen von Ludwig Wilser (1904).

### Entwicklung der Theozoologie
Lanz’ frühe Artikel waren zwar radikal, aber noch nicht exzentrisch. Die ihnen zugrunde liegende Kombination von Rassismus, Antisemitismus, Antikatholizismus, Antifeminismus und Antisozialismus hatte zu ihrer Zeit viele Anhänger.
In den Jahren 1903 und 1904 publizierte er eine Artikelserie mit dem Titel Anthropozoon biblicum, worin er erstmals Teile seiner „Theozoologie“ entwickelte. Mit Bezug auf Schilderungen von Herodot, Euhemeros, Plutarch und anderen Schriftstellern der Antike postulierte er, dass in frühen Zivilisationen im Rahmen kultischer Veranstaltungen sexueller Verkehr mit Tieren (Sodomie) praktiziert worden sei. Das versuchte er auch mithilfe von archäologischen Funden und Interpretationen des Alten Testaments zu untermauern. Auf dieser Grundlage formulierte er eine theologische Lehre, wonach der Sündenfall darin bestanden habe, dass die ursprünglich göttlichen Arier sich mit Tieren vermischt hätten. Daraus seien minderwertige Rassen hervorgegangen, und diese würden die legitime Vorherrschaft der Arier bedrohen, insbesondere in Deutschland, wo die Arier im internationalen Vergleich noch am zahlreichsten seien.
Diese Lehre gestaltete Lanz weiter aus in seinem Buch Die Theozoologie oder die Kunde von den Sodoms-Äfflingen und dem Götter-Elektron, das 1905 erschien. Darin stützte er sich vor allem auf sehr eigenwillige Interpretationen der Bibel, diverser Apokryphen und gnostischer Schriften, welche er mit Motiven der zeitgenössischen Naturwissenschaft verband. Er postulierte, dass die Menschen ursprünglich göttlicher Natur gewesen seien, und bezeichnete diese frühen, hochstehenden Menschen als Theozoa oder Gottmenschen. Einer Anregung des Schriftstellers Wilhelm Bölsche folgend, behauptete er weiter, die Theozoa hätten elektrische Sinnesorgane besessen und seien dazu in der Lage gewesen, mittels elektrischer Signale zu kommunizieren. Dies habe ihnen die Fähigkeiten der Telepathie und der Allwissenheit verliehen. Die heutigen Menschen seien aus einer Vermischung der Theozoa mit niederen Anthropozoa, die Lanz auch als „Äfflinge“ bezeichnete, hervorgegangen. Infolge dieser Vermischung hätten sie die elektrischen Fähigkeiten verloren. Als Stammvater der Anthropozoa identifizierte er Adam, während Christus einer der letzten reinen Theozoa gewesen sei. Das Hauptziel des Alten Testaments bestand Lanz zufolge darin, vor den schädlichen Folgen der Paarung mit Äfflingen zu warnen, und überhaupt bestehe wahre Religion in der Reinhaltung der Rasse, um die Reste des göttlichen Erbes zu bewahren, die in besonderem Maße bei der arischen Rasse noch vorhanden seien. Dies verband er nun mit der damals sehr populären Idee der Eugenik, indem er ein Programm der Rassentrennung und gezielten Menschenzüchtung propagierte, um die göttlichen Fähigkeiten der Theozoa wiederherzustellen: In arischen Reinzuchtkolonien, in denen germanische Helden ein Zeugungsvorrecht genössen, sollten ausgewählte nordische Zuchtmütter eine neue Generation von Gottmenschen gebären.

### Neutemplerorden

„Der goldene Grund als Symbol der Ewigkeit, die Lilien als Symbol der (Rassen-) Reinheit und das rote Hakenkreuz als Symbol des aufsteigenden Arioheroischen“. Lanz verwendete das Symbol Jahrzehnte vor den deutschen Nationalsozialisten.

Krukenkreuz auf der Brust der ONT-Mitglieder – in Anlehnung an den Zisterzienserorden.

Zu Weihnachten 1900 gründete Lanz zusammen mit seinen Brüdern Herwig und Fridolin den Neutemplerorden oder Ordo Novi Templi (ONT) in Anlehnung an den früheren Tempelherrenorden (1119–1312) entsprechend als „eine Art Geheimgesellschaft“ und reinen Männerbund (Bruderschaft) in dem Verschwiegenheit von den Mitgliedern verlangt wurde (Arkanprinzip) – dafür sollten sich die Mitglieder untereinander auch nur mit ihren erfundenen Ordensnamen kennen (Deckname).
Er beschrieb den Orden in einem 1907 in der Ostara veröffentlichten Programm als arische Vereinigung zur gegenseitigen Hilfe und zur Förderung des Rassebewusstseins durch genealogische und heraldische Forschung, durch rassisch orientierte Schönheitswettbewerbe sowie durch die Unterstützung rassischer Idealstaaten in unterentwickelten Teilen der Welt. Als Mitglieder waren nur männliche Angehörige der „arioheroischen“ Rasse zugelassen. Die Liturgie, den Ornat und den hierarchischen Aufbau übernahm er zunächst von den Zisterziensern.
1907 erwarb Lanz die Burgruine Werfenstein im oberösterreichischen Strudengau als Erzpriorat des Ordens. Lanz entwickelte eine eigene Liturgie, auf deren Grundlage Gottesdienste in der restaurierten Burg abgehalten wurden. Dort hisste er 1907 eine Fahne mit einem rechtsgewinkelten Hakenkreuz, das er vorübergehend auch in seiner Zeitschrift Ostara verwendete. In späteren Jahren wurde dieses Symbol in Lanz’ Veröffentlichungen aber fast vollständig durch das Krukenkreuz ersetzt. 1938 hatte die Neutempler-Organisation etwa 300 bis 400 Mitglieder. Bald darauf wurde der Orden jedoch im Zuge der allgemeinen Unterdrückung religiöser Minderheiten im nationalsozialistischen Deutschland aufgelöst.

### DieOstara
Ab 1905 gab Lanz die Ostara heraus, ein von ihm redigiertes Publikationsorgan mit ariosophischen Inhalten. Anfänglich veröffentlichte Lanz in der Ostara neben seinen eigenen Aufsätzen auch Beiträge anderer Autoren; ab 1908 aber war er als alleiniger Autor tätig. Bis 1917 erschienen 89 Ausgaben, danach noch etliche, zumeist kaum veränderte Neuauflagen.
Ostara erreichte zeitweilig eine Auflage von mehreren Zehntausend Exemplaren. Lanz selbst bezifferte die Auflage mit bis zu 100.000 Exemplaren. Diese Behauptung gilt heute allgemein als unhaltbar. Die Ostara war im Wien der Vorkriegszeit weit verbreitet. Sie war in den Tabaktrafiken allgemein erhältlich und wurde auch in rechtsgerichteten Studentenverbindungen regelmäßig gelesen. Es gilt als gesichert, dass Adolf Hitler in seiner Wiener Zeit (1907–1913) von der Existenz der Ostara wusste und jedenfalls einige Ausgaben gelesen hat. Auch sein späterer Freund und Förderer Dietrich Eckart war Leser der Ostara.

### Astrologie und Prophetie
Im Jahre 1915 wandte sich Lanz intensiv der zeitgenössischen deutschen Astrologie zu und studierte und rezensierte zahlreiche aktuelle astrologische und prophetische Schriften. Von besonderer Bedeutung waren für ihn dabei Werke der Astrologen Otto Pöllner und Ernst Tiede. Pöllner hatte 1914 ein Buch mit dem Titel Mundan-Astrologie publiziert, mit dem er eine moderne politische Astrologie begründete, welche etwa Horoskope von Staaten und Völkern erstellt, um daraus deren zukünftiges Schicksal zu bestimmen. Tiede analysierte die Horoskope der Herrscher aller damals kriegführenden Staaten und leitete daraus eine Vorhersage zum Ausgang des Krieges ab. Hinzu kamen etliche Schriften, die auf der Basis der Prophetien des Nostradamus entsprechende Aussagen machten.

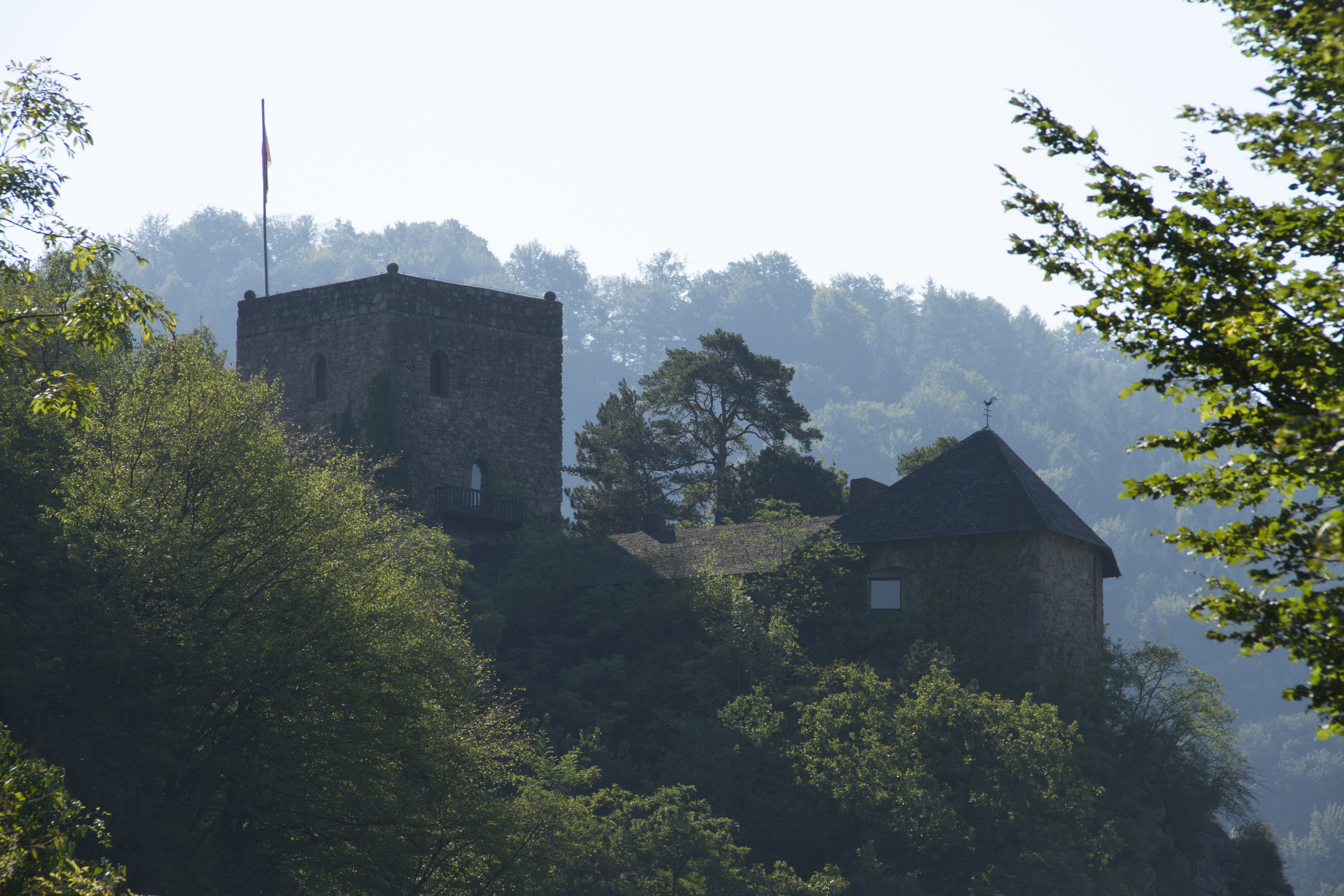
Burg Werfenstein – genannt „Gralsburg“ (2012)

 Im Anschluss daran entwickelte Lanz eine eigene „rassenmetaphysische“ Astrologie. Er wies allen großen Ländern einen Planeten und ein Tierkreiszeichen zu, die er auf der Grundlage seiner Ariosophie mit der Kultur und dem „Geist“ der Rasse des jeweiligen Landes in Übereinstimmung sah. Auf dieser Basis interpretierte er dann den aktuellen Kriegsverlauf und machte, in Kombination mit Auslegungen der Prophetien Joachim von Fiores, Vorhersagen zum Ausgang des Krieges. Schließlich wandte er sich selbst der Prophetie zu und beschrieb eine Zeit der „messianischen Wehen“, die dem Krieg folgen würde und die durch zunehmende Rassenvermischung und weitere Kriege einschließlich einer mongolischen Invasion Europas in den Jahren 1960 bis 1988 letztlich zum Höhepunkt der dämonischen Vorherrschaft auf der Erde führen werde. Daran knüpfte Lanz die millenaristische Vision an, dass nach dieser Zeit der härtesten Prüfung der Menschheit eine neue Kirche des Heiligen Geistes und ein supranationaler arischer Staat errichtet werde, in welchem eine weise Priesterschaft herrschen werde. Als Ausgangspunkt für diese „neue Weltordnung“ nannte er Wien.
In den späten 1920er Jahren entwickelte Lanz seine astrologische Lehre auf der Basis des Platonischen Weltenjahres weiter und interpretierte auf dieser Grundlage die politische und religiöse Entwicklung Europas.

### Spätere Jahre
Nachdem Lanz sein gesamtes früheres Leben in Wien und dessen Umland verbracht hatte, emigrierte er nach dem Zusammenbruch der Habsburgermonarchie 1918 nach Ungarn, wo er sich eigenen späteren Aussagen zufolge am Widerstand gegen die kurzlebige Ungarische Räterepublik Béla Kuns beteiligte und dafür fast hingerichtet worden wäre. Seine Erlebnisse unter dem Regime des jüdischstämmigen Bolschewiken Kun ließen Lanz’ Hass auf Juden und Sozialisten, der sich – wie dargestellt – schon für die Jahre zuvor nachweisen lässt, Züge von Verfolgungswahn annehmen. Lanz hatte das Judentum zwar schon in früheren Jahren als natürlichen Feind des deutschen Volks gesehen, es aber für vergleichsweise ungefährlich gehalten, weil es Mischehen seiner Angehörigen mit denen anderer Religionen konsequent ablehne. Bis 1914 waren sein wichtigstes Feindbild „die deutschen Weiber“, denn nur als „Zuchtmutter“ waren Frauen für Lanz wertvoll.
Zu Beginn des konservativen Horthy-Regimes 1920 arbeitete Lanz in einer christlich-nationalen Presseagentur in Budapest, die dem Außenministerium unterstand, und schrieb reaktionäre Artikel für Tageszeitungen. Mit seinem 1923 erschienenen Buch Weltende und Weltwende machte er die von ihm postulierte Weltverschwörung von Juden, Sozialisten und Freimaurern nun zum Mittelpunkt seiner weiteren Publikationen und den Antisemitismus zum Kernpunkt seines Programms. In dieser Zeit pries er die rechten Diktaturen in Spanien, Italien und Ungarn als Vorboten der von ihm prophezeiten globalen Transformation. Nach Ekkehard Hieronimus war Lanz’ allerdings weniger Antisemit als „Rassendualist“: Für ihn zerfiel die Menschheit in die „Blonde Rasse“ der „Arioheroiker“ einerseits und die „Dunklen“ bzw. die „Tschandalen“ andererseits, unter die er auch die Juden subsumierte.
Im Jahre 1925 legte Lanz mit seinem Grundriss der ariosophischen Geheimlehre eine Zusammenfassung seiner Lehre vor. Dabei machte er ausgiebigen Gebrauch von esoterischen Disziplinen wie dem Handlesen, der Astrologie, der esoterischen Heraldik, der kabbalistischen Interpretation von Namen und der Zahlensymbolik, um die angeblichen Unterschiede zwischen den Blonden und den Dunklen aufzuzeigen. In diesem Zusammenhang knüpfte er insbesondere an Guido von List an. Rezeption fanden seine Thesen unter anderem in den Burschenschaften.
Von 1925 bis 1933 war Lanz zusammen mit Herbert Reichstein als Herausgeber ariosophischer Schriften tätig. Daneben gab er Kurse, hielt öffentliche Vorträge und leitete weiterhin seinen Orden. 1926 erwarb er die Kirchenruine Szent Balázs aus dem 13. Jahrhundert in Balatoncsicsó am Nordufer des Balaton, die er zum Priorat Marienkamp ausbaute und auch als Sommerresidenz nutzte.
Ab 1929 erschien das Bibliomystikon oder die Geheimbibel der Eingeweihten. Es handelte sich um einen Bibelkommentar aus ariosophischer Sicht, den Lanz im Wesentlichen selbst verfasst hatte. Das Werk umfasste zehn Bände, die teilweise als Handschrift gedruckt und nur in begrenztem Kreis veröffentlicht wurden. 1933 verließ Lanz Ungarn und ging in die Schweiz nach Luzern, wo er in der Folgezeit zahlreiche Texte verfasste, die nur für den internen Gebrauch im Orden bestimmt waren.
Seit Mitte der 1920er Jahre beanspruchte Lanz für sich, ein wesentlicher Vordenker Adolf Hitlers und „Bahnbrecher des Nationalsozialismus“ gewesen zu sein. Die gewünschte Anerkennung blieb aus: Hitler ging auf die Ansprüche Lanz’ nicht ein, verspottete stattdessen die Esoteriker und Geheimgesellschaftler lanzschen Typs in seinem ab 1925 veröffentlichten Werk Mein Kampf. Auch verschiedene Parteipublikationen der NSDAP äußerten sich wiederholt ablehnend bis verächtlich über Lanz und seinesgleichen. Im NS-Staat wurde Lanz an weiteren Publikationen gehindert.
Der durch diese Missachtung tief gekränkte Lanz fuhr bis zu seinem Tod fort, sich als denjenigen Mann darzustellen, „der Hitler die Ideen gab“. Weder der Zusammenbruch des Deutschen Reiches noch die Einflussnahme seiner Verwandtschaft brachten ihn davon ab. In seinen letzten Lebensjahren wollte der Ariosoph daneben auch noch Vordenker und Wegbereiter Lenins gewesen sein. Von 1947 bis 1952 reaktivierte er seinen zwischenzeitlich durch die Nationalsozialisten aufgelösten Orden in geringem Umfang und brachte auch wieder einige Publikationen heraus.
Vor seinem Tod 1954 erhielt er die Sakramente der Katholischen Kirche. Seine Grabstätte befindet sich auf dem Friedhof Penzing.

## Weltanschauung

### Grundlagen und Einflüsse
Die intellektuelle Basis für Lanz’ Ansichten, die er ab 1915 als Ariosophie bezeichnete, bildeten nach Nicholas Goodrick-Clarke anfangs vor allem der Deutsche Idealismus, der Monismus Ernst Haeckels und Wilhelm Ostwalds sowie der moderne Okkultismus. In dem „idealistischen Monismus“ seiner Zeit sah Lanz die Fortsetzung einer mythischen „ario-christlichen“ Tradition, die von den ursprünglichen arischen Gottmenschen begründet worden sei, in den frühesten biblischen Schriften einen ersten Niederschlag gefunden habe, später in christlichen Klöstern, in der mittelalterlichen Mystik und in der Theosophie des 18. Jahrhunderts gepflegt worden und schließlich unter anderem in den modernen Monismus und Okkultismus eingeflossen sei.
Laut Ulrich Linse knüpfte Lanz auch die anglo-indische Theosophie Helena Blavatskys an, die mit dem Konzept der Wurzelrassen ebenfalls eine elaborierte Rassentheorie anbot, der antisemitische Untertöne nicht fremd waren. Doch war die Theosophische Gesellschaft im Ganzen internationalistisch und liberal ausgerichtet: Erst Lanz verabsolutierte Blavatskys Ideen eines Karmas der Menschenrassen zum Rassenbiologismus.

### Geschichtsmodell
Laut Wilfried Daim strebte Lanz mit dem Neutempler-Orden an, dem Klassenkampf den Rassenkampf entgegenzustellen und mit Gewalt „bis aufs Kastrationsmesser“ durchzusetzen. Statt Kommunismus sollte Gewaltherrschaft der vermeintlich höherrassigen und ausschließlich männlichen Reichen etabliert werden mit einer konkret durch „Geheimorden und Geheimverbände“ organisierten Gesellschaft nach dem Vorbild des Neutemplerordens. Lanz’ Ideen sollten es der Oberschicht und imperialistischen Gruppen erlauben „jede Ausbeutung“ zu rechtfertigen. Konkret sollte „die Versklavung“ der Bevölkerung wieder eingeführt werden und diese Herrschaft durch „die Entmannung“ von Andersdenkenden durchgesetzt werden. Frauen sollten als „Sklavinnen“ und „Zuchtmütter“ dienen.
Lanz’ radikale Interpretation der Bibel basierte auf den jüdisch-christlichen Vorstellungen einer linearen Geschichte, die auf eine Apokalypse mit nachfolgender Erlösung ausgerichtet ist. Er beschrieb die Geschichte der Menschheit bzw. der Religion als einen Kampf von Menschenrassen, von denen er die „Arier“ als die von der grundsätzlich schädlichen „Rassenmischung“ am wenigsten betroffene Rasse ansah. Als Kennzeichen des hochstehenden Menschen identifizierte er die Endogamie, während er „minderwertigen“ Rassen unterstellte, mit ihrer Promiskuität die „Arier“ tyrannisieren und in ihrer Entwicklung herunterziehen zu wollen. Juden sah er daher nicht als eigene Rasse an, sie seien vielmehr eine „mediterran-mongoloide Mischrasse“. Lanz vertrat die später von Artur Dinter popularisierte Imprägnationstheorie, wonach das Sperma jedes Mannes, mit dem eine Frau geschlafen habe, Einfluss auf die physische Erscheinung aller ihrer Kinder habe. In der Ausgabe der Ostara von 1908 verwarf er die Bezeichnung Arier für die, wie er meinte, „vornehmste Rasse“: Man solle sie vielmehr „asisch“ nennen, was angeblich heldisch bedeute. Damit spielte er auf die Asen an, eine Götterfamilie der Nordischen Mythologie. Dieser Umbenennungsvorschlag wurde in der völkischen Bewegung nicht rezipiert.
Die moderne Welt betrachtete Lanz hochgradig kulturpessimistisch als eine „Hölle auf Erden“, geprägt von Rassenvermischung, dem Niedergang der traditionellen Eliten, dem Aufstieg der „Minderwertigen“ und der Herrschaft des Geldes. Dabei sah er im Adel die reinste Nachkommenschaft der Theozoa, während er die unteren Klassen der Gesellschaft als Nachkommen der niederen Rassen einordnete. Letztere seien dafür verantwortlich, dass Deutschland nicht mehr die ihm zukommende Bedeutung in der Welt habe. Die christliche Tradition des Mitleids verurteilte er daher scharf, und er forderte ein scharfes Vorgehen gegen die Minderwertigen bis hin zu ihrer Auslöschung. Dies wendete sich insbesondere gegen die Bewegungen der Demokratie, des Sozialismus und des Feminismus, die alle eine aus Lanz’ Sicht schädliche Emanzipation unterprivilegierter Bevölkerungsteile anstrebten. Die Frauen waren für Lanz deshalb ein großes Problem, weil sie seiner Ansicht nach viel stärker dem Sexualtrieb hingegeben sind und deshalb eine ernste Bedrohung der Rassenreinheit darstellen. Deshalb müssten arische Frauen streng der Aufsicht ihrer arischen Ehemänner unterstellt werden. Das „Problem“ der niederen Rassen und Klassen wollte Lanz dadurch regeln, dass sie durch Zwangs-Sterilisation und -Kastration an der Fortpflanzung gehindert werden sollten. Bei anderer Gelegenheit erwog er jedoch auch etwa ihre Deportation nach Madagaskar oder ihre Verbrennung als Gottesopfer.
Lanz war davon überzeugt, dass nun die Zeit gekommen sei, den Aufstieg der niederen Rassen umzukehren und die ursprüngliche Göttlichkeit der Arier wiederherzustellen. Deutschland werde durch Eroberung ein Weltreich errichten, in dem die Aristokratie herrschen werde und die rassisch Minderwertigen ausgelöscht werden würden. Anders als Guido von List, in dessen Anhängerkreis er Mitglied war und von dem er manchen Einfall übernahm, bezog er sich in seiner Ariosophie weiter auf das Christentum, dessen zentralen Wert, die Nächstenliebe, er aber auf die „Gleichrassigen“ beschränkte: Nur ihnen gegenüber sollten die Ordensmitglieder „arioheroische Caritas“ walten lassen.

## Bedeutung: „Der Mann, der Hitler die Ideen gab“?
Bereits seit den 1920er Jahren bemühte sich Lanz, als angeblicher Wegbereiter Hitlers angesehen zu werden. 1932 schrieb er in einem Brief an einen Ordensbruder, dass „Hitler einer unserer Schüler ist“. Seine Unterstützer gingen dabei sogar so weit, zu erklären, „die Hakenkreuz- und Faschistenbewegungen“ seien „im Grunde genommen nur Seitenentwicklungen der ‚Ostara‘-Ideen“.
Diese Behauptungen wurden bis in die 1950er nur von seinen engsten Anhängern ernst genommen. Kurz vor seinem Tod gelang es Lanz jedoch, den Psychologen und Schriftsteller Wilfried Daim von seiner Bedeutung zu überzeugen. Daim erarbeitete eine Lanz-Biografie und führte im Rahmen seiner Recherchen mehrere ausführliche Gespräche mit ihm. Sein Buch erschien 1958 unter dem plakativen Titel Der Mann, der Hitler die Ideen gab und machte den inzwischen fast vergessenen Lanz nicht nur erneut bekannt, sondern verankerte ihn auch erstmals als vermeintlichen Wegbereiter Hitlers im Bewusstsein der interessierten Öffentlichkeit.
Daim stützte seine Auffassung – neben dem Zeugnis von Lanz – vor allem auf die Auswertungen seiner Werke, in denen er Ähnlichkeiten zu den Gedankengängen Hitlers erkannte. Ergänzend zog er Aussagen von Zeitzeugen hinzu. Er befragte hierzu insbesondere Josef Greiner, einen Weggefährten aus Hitlers Wiener Jahren, der bestätigte, dass Hitler im Männerwohnheim Meldemannstraße Ostara-Hefte bei sich geführt habe. Eine Bestätigung seiner Auffassung fand Daim schließlich in dem Buch Mein Kampf, in dem Hitler ausführte, er habe „in den Wiener Lehr- und Leidensjahren […] um wenige Heller die ersten antisemitischen Broschüren meines Lebens“ gekauft. Damit sei nach Daims Ansicht zweifelsfrei die günstig über Trafiken verbreitete Ostara gemeint.
Dass Lanz mit seinen Schriften Hitler wesentlich beeinflusste, wird heute nur noch vereinzelt angenommen. Mehrheitlich wird es in der Forschung heute bezweifelt. In den 1970er Jahren kamen erste Zweifel an Daims These auf. Joachim Fest bewertete die Rolle Lanz’ in seiner 1973 erschienenen Hitler-Biografie zurückhaltend: Die Analyse des vorhandenen Materials erlaube „nicht den Schluss, Lanz habe einen nennenswerten Einfluss auf Hitler gehabt oder ihm gar ‚die Ideen gegeben‘“. Lanz hob sich allein durch eine besonders aggressive Wortwahl hervor: Er war nach Fest „der auffälligste Wortführer einer neurotischen Zeitstimmung und hat der brütenden, eigentümlich phantastisch durchwucherten ideologischen Atmosphäre des Wien jener Zeit eine charakteristische Farbe beigesteuert“.
1985 untersuchte der britische Historiker Nicholas Goodrick-Clarke in seinem Buch Die okkulten Wurzeln des Nationalsozialismus erstmals systematisch die Beziehungen der Ariosophie zum Gedankengut des Nationalsozialismus. Er wies darauf hin, dass Hitler generell wenig Interesse an völkisch-kulturellen Fragen hatte und die „völkischen Wanderprediger“ als „nutzlose Kämpfer“ verspottete. Der Theologe Ekkehard Hieronimus bewertete 1991 Lanz’ Einfluss ebenfalls insgesamt skeptisch. Er sei eine „Einzelfigur ohne Breitenwirkung“ gewesen.
In ihrer 1996 erschienenen Darstellung über Hitlers Wien stellte sich schließlich die Wiener Historikerin Brigitte Hamann auf den Standpunkt, dass zwar Hitlers Diktion bis zu einem gewissen Grad von Lanz beeinflusst gewesen sein könnte, seine Weltanschauung aber eher nicht. Mittlerweile wird allgemein angenommen, dass Hitler einerseits sowohl die Ostara-Reihe als auch Lanz’ Artikel in der alldeutschen Presse aufmerksam verfolgte, andererseits mit dem Okkultismus und Frauenhass von Lanz nichts anzufangen wusste. Nach Beginn seines politischen Aufstiegs schien Hitler ganz im Gegenteil ernsthaft befürchtet zu haben, dass er durch eine Assoziation mit völkischen Esoterikern im Allgemeinen und Lanz von Liebenfels im Besonderen politischen Schaden nehmen könnte; seine laut Hamann „erstaunlich aggressiv“ formulierten Angriffe auf völkische „Sektierer“ und „Rauschebärte“ dürften neben wirklicher Ablehnung also auch politischem Kalkül entsprungen sein. Die Thesen von Rassenzucht und Reinhaltung des Blutes, von „edlen Ariern und minderwertigen Mischlingsrassen“ waren zu Beginn des 20. Jahrhunderts so weit verbreitet, dass kein Autor als alleinige Quelle für Hitlers Gedankengut auszumachen ist.
Der Historiker Roman Töppel kommt 2016 bei einem Vergleich der rassentheoretischen Aussagen in Mein Kampf und den Ostara-Heften zu dem Ergebnis, dass die Unterschiede die Gemeinsamkeiten deutlich überwiegen: Lanz glaube etwa, dass Gott und die Natur einander entgegengesetzte Ziele anstrebten: Jener wolle Reinrassigkeit, diese aber strebe nach Mischung, um immer neue Arten hervorzubringen. Hitler dagegen sehe Natur und göttliche Vorsehung im Einklang, die beide Reinrassigkeit wollten. Bei Lanz seien die Juden nur ein Gegner der Arier unter vielen, Hitler dagegen konstruiere eine klare Dichotomie zwischen beiden, die keinen Platz für Drittes lasse. Das Böse identifizierte Lanz mit dem Dunklen bzw. Dunkelhaarigen, weshalb er seine Ostara auch als „Bücherei der Blonden“ bezeichnete. Diese Unterscheidung mochte der braunhaarige Hitler nicht mitmachen. Insofern sei Lanz’ Einfluss auf Hitlers Vorstellungswelt stark überschätzt worden.
Der Theologe Matthias Pöhlmann glaubt, dass, wenn Lanz auch eine Einzelfigur ohne Breitenwirkung war, er dennoch eine rassistische Gedankenwelt geschaffen habe, aus der der Nationalsozialismus und später eine völkische Esoterik „schöpfen oder zumindest daran anknüpfen“ konnten.

## Schriften
- Katholizismus wider Jesuitismus. Frankfurt 1903
- Anthropozoon biblicum. In: Vierteljahrsschrift für Bibelkunde, 1: S. 307–316, 317–355, 429–469 (1903); 2: S. 26–60, 314–334, 395–412 (1904).
- Theozoologie oder die Kunde von den Sodoms-Äfflingen und dem Götter-Elektron. Eine Einführung in die älteste und neueste Weltanschauung und eine Rechtfertigung des Fürstentums und des Adels. Wien/Leipzig/Budapest 1905.
- Der Taxilschwindel. Ein welthistorischer Ulk. Frankfurt 1905.
- Ostara. (89 Hefte, davon 71 von Lanz selbst verfasst.) Rodaun/Mödling 1905–1917.
- Lanz-Liebenfels Bibeldokumente. (3 Hefte.) 1907–1908.
- Weltende und Weltwende. Lorch 1923
- Grundriss der ariosophischen Geheimlehre. Oestrich 1925
- Jakob Lorber. Das größte ariosophische Medium der Neuzeit. (4 Bände.) Düsseldorf 1926.
- Das Buch der Psalmen teutsch. Düsseldorf 1926
- Bibliomystikon oder die Geheimbibel der Eingeweihten. (10 Bände.) Pforzheim 1930–1935
- Praktisch-empirisches Handbuch der ariosophischen Astrologie. (4 Bände.) Düsseldorf 1926–1934